# Grosse Allmend (Bern)

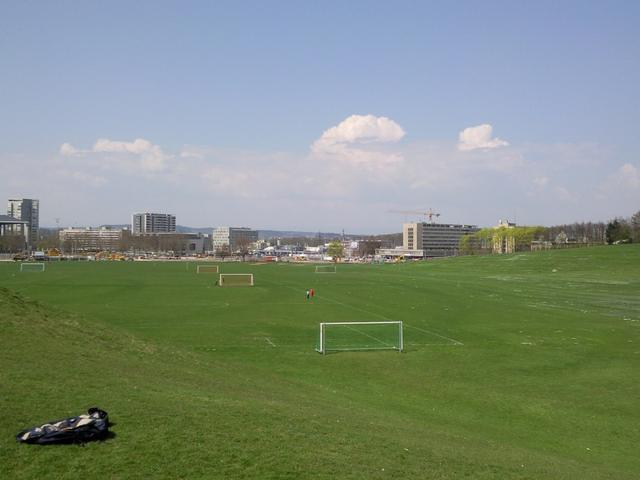
Grosse Allmend (2009)

Die Grosse Allmend wird als  gebräuchliches Quartier im Stadtteil IV Kirchenfeld-Schosshalde und im statistischen Bezirk Beundenfeld geführt.
Eine Allmend als Gemeindeflur oder Gemeindegut ist eine Form gemeinschaftlichen Eigentums. Im Mittelalter wurde sie auch für Viehzucht und Gemüseanbau genutzt. Heute ist es vor allem ein Grünraum gemeinsam mit der Kleinen Allmend. Seit 1961 wird sie für Grossveranstaltungen genutzt. Eine davon war die Hyspa (die zweite Schweizerische Ausstellung für Gesundheitspflege und Sport), wofür temporäre Sportanlagen gebaut wurden. Hyspahügel und Hyspaplatz erinnern heute noch an die Ausstellung. Hier befinden sich auch von Vereinen und Sportlern genutzte Rasenspielfelder und Freiluft-Ausstellungsflächen. Auch der Zirkus gastiert auf der Grossen Allmend.
Sie grenzt an die Kleine Allmend, die Gewerbezone Galgenfeld, die BernArena, an das Wankdorffeld und den Hinteren Schermen. Am Westrand liegt die Autobahn 6, welche die Kleine von der Grossen Allmend trennt.
Im Jahr 2022 waren im Quartier keine Einwohner gemeldet.